# 50 гривень
50 гривень — номінал банкнот і монет України, введених в обіг 2 вересня 1996 року; а також банкнот УНР, які друкувалися між 1918—1920 роками.

## Історія

### Банкноти УНР
Після проголошення Української Народної Республіки (УНР) третім універсалом Центральної Ради у листопаді 1917 року почалася активна розробка власної валюти. Створенням своєї фінансової системи і грошових знаків, як ще одного чинника державотворення, опікувався Генеральний секретаріат фінансів та промисловості на чолі з Михайлом Туган-Барановським. 1 січня 1918 року Центральна Рада ухвалила «Тимчасовий закон про випуск державних кредитових білетів УНР». Першими українськими грошима стали банкноти «100 карбованців», оформлені художником-графіком Георгієм Нарбутом. Після проголошення самостійності УНР та з огляду на часті випадки фальшування нової купюри (яка робилася зі звичайного паперу, не мала захисних водяних знаків; окрім того більшовики, тікаючи з Києва, викрали і вивезли до Москви кліше грошового білета), Центральна Рада 1 березня 1918 року ухвалила закон «Про грошову одиницю, биття монети та друк кредитових державних білетів». Запроваджувалася нова грошова одиниця — гривня, «що має містити 8,712 долі щирого золота; гривня ділиться на 100 шагів; 2 гривні відповідають одному карбованцеві емісії 1917 р.». З настанням радянського періоду в історії України, гроші у гривневому найменуванні зникли з обігу аж до середини 1990-х років. На початку 1920-х років, після розпуску УНР, Раднаркомом на землях Радянської України були запроваджені перші радянські карбованці (так звані «більшовицькі тисячки»).

### Банкноти сучасної України
У вересні 1991 року, після проголошення Україною незалежности у серпні того року на тлі розпаду Радянського Союзу, Верховною Радою УРСР було прийнято рішення щодо випуску банкнот-гривень. Однак перед введенням гривні спочатку, 1992 року, була запроваджена перехідна тимчасова валюта — купонокарбованець. Перші банкноти-гривні були випущені Національним банком України (НБУ) в обіг лише через 4 роки, під час грошової реформи 1996 року, протягом 2—16 вересня.
Зі слів автора перших банкнот сучасної України Василя Лопати, у квітні 1991 року відомих художників УРСР запросили для участі в розробці ескізів нової української валюти. До складу колективу з розробки ескізів увійшли народний художник України Олександр Данченко, заслужений діяч мистецтв України Василь Перевальський, заслужені художники України: Володимир Юрчишин, Сергій Якутович і сам Василь Лопата. Робота по створенню банкнот проходила під егідою комісії Верховної Ради України з питань економічних реформ та управління народним господарством, а також комісії з питань культури й духовного відродження. У цій роботі взяли участь народні депутати України: Лесь Танюк, Павло Мовчан, Дмитро Павличко, Володимир Яворівський, Іван Заєць й інші. Ескізи банкнот розглядала Президія Верховної Ради під головуванням Леоніда Кравчука, який затвердив ескізи, підготовлені Василем Лопатою.
Загалом, з 1996 року НБУ було введено в обіг три покоління 50-гривневих банкнот. Через відсутність необхідного для цього обладнання — напочатку 1990-х років банкноти доводилося друкувати у Канаді та Великій Британії. Надалі, починаючи з 2000-х років — вони вже друкувалися в Україні. Всі покоління є різними за дизайном, зокрема: різноманітними не лише за коліром та малюнком, але і за розміром — якщо перші дві серії мали однаковий розмір, то у третій його вже зменшили; крім цього, з кожною наступною серією — ускладнювался система їхнього захисту від підробки.
2020 року, з метою поліпшення організації готівкового обігу, НБУ заявив про вилучення з обігу банкнот, випущених до 2003 року, тобто банкнот першого (1992 року випуску) та другого покоління (1994—2001 років випуску). З 1 жовтня того року ці банкноти перестали бути законним засобом платежу.
Також, з 1 жовтня 2020 року НБУ розпочав поступове вилучення з обігу всіх банкнот третього покоління. Ці банкноти перебувають в обігу до прийняття окремого рішення Правлінням НБУ щодо їх повного вилучення.

## Опис банкнот УНР

#### Білети Державної скарбниці
1918 року в Німеччині були надруковані білети Державної скарбниці — 3,6%-ві облігації в гривнях, які надійшли до України 5 серпня того року. Вони являли собою державну позику, загальна сума якої була збільшена в два рази, й вводилася в обіг з метою обслуговування грошового ринку. Відсотки по облігаціях планувалося виплачувати з 1 січня 1919 року. Кожна облігація мала вісім відрізних купонів. Облігації і відрізні купони, не обмінені в Державному банку на гроші, не втрачали своєї вартості протягом 10 років (з часу надрукованої на них дати реалізації) і вживалися як тимчасові грошові сурогати.
Відрізні облігації мали оформлення у вигляді рамок з рослинним орнаментом, тризуб, містили пояснювальні написи, й підписи Директора Державної скарбниці та Бухгалтера. 
| 50-гривневі банкноти зразка 1918 року | 50-гривневі банкноти зразка 1918 року | 50-гривневі банкноти зразка 1918 року | 50-гривневі банкноти зразка 1918 року | 50-гривневі банкноти зразка 1918 року | 50-гривневі банкноти зразка 1918 року | 50-гривневі банкноти зразка 1918 року               | 50-гривневі банкноти зразка 1918 року               | 50-гривневі банкноти зразка 1918 року | 50-гривневі банкноти зразка 1918 року |
| Зображення                            | Зображення                            | Номінал (гривень)                     | Номінал купонів (шагів)               | Розмір (мм)                           | Основний колір                        | Опис                                                | Опис                                                | Дата                                  | Дата                                  |
| Аверс                                 | Реверс                                | Номінал (гривень)                     | Номінал купонів (шагів)               | Розмір (мм)                           | Основний колір                        | Аверс                                               | Реверс                                              | введено                               | вилучено                              |
| ------------------------------------- | ------------------------------------- | ------------------------------------- | ------------------------------------- | ------------------------------------- | ------------------------------------- | --------------------------------------------------- | --------------------------------------------------- | ------------------------------------- | ------------------------------------- |
|                                       |                                       | 50                                    | 90 шагів                              | 294 × 150                             | Червоний, фіолетовий                  | Номінал, декоративний орнамент, пояснювальні написи | Номінал, декоративний орнамент, пояснювальні написи | 5 серпня 1918                         | 1920                                  |

#### Державні кредитові білети
1920 року Директорія Української Народної Республіки надрукувала 50-гривневі банкноти, які так і не потрапили в обіг. Директорія діяла між з 14 листопада 1918-го до 10 листопада 1920 року, вона прийшла на зміну Гетьманату (Української Держави), який був повалений повстанням 14 грудня 1918 року. Банкноти Директорії друкувалися у Кам'янець-Подільській фортеці та Станіславові, бо в кінці 1918-го — на початку 1919 року значна територія країни, включаючи Київ, була захоплена більшовиками.
Їхній дизайн складався з рослинного орнаменту, містив зображення тризубів, пояснювальні написи, підписи Директора Державного банку та Скарбника. На аверсі зображалися селянин і селянинка, а на реверсі — портрет Петра Дорошенка (1627—1698), Гетьмана Війська Запорозького.
| 50-гривневі банкноти зразка 1920 року | 50-гривневі банкноти зразка 1920 року | 50-гривневі банкноти зразка 1920 року | 50-гривневі банкноти зразка 1920 року | 50-гривневі банкноти зразка 1920 року | 50-гривневі банкноти зразка 1920 року                                                           | 50-гривневі банкноти зразка 1920 року                                                              | 50-гривневі банкноти зразка 1920 року       | 50-гривневі банкноти зразка 1920 року |
| Зображення                            | Зображення                            | Номінал (гривень)                     | Розмір (мм)                           | Основний колір                        | Опис                                                                                            | Опис                                                                                               | Статус                                      |                                       |
| Аверс                                 | Реверс                                | Номінал (гривень)                     | Розмір (мм)                           | Основний колір                        | Аверс                                                                                           | Реверс                                                                                             | Статус                                      |                                       |
| ------------------------------------- | ------------------------------------- | ------------------------------------- | ------------------------------------- | ------------------------------------- | ----------------------------------------------------------------------------------------------- | -------------------------------------------------------------------------------------------------- | ------------------------------------------- | ------------------------------------- |
|                                       |                                       | 50                                    | 116 × 57                              | Зелений і синій                       | Рослинний та візерунковий орнаменти, номінал, тризуб, пояснювальні написи, селянинка та селянин | Рослинний та візерунковий орнаменти, номінал, тризуб, пояснювальні написи, портрет Петра Дорошенка | Не потрапили в обіг (надруковано 1920 року) |                                       |

## Опис банкнот сучасної України

### Загальне оформлення
50-гривневі банкноти всіх поколіннь традиційно містять на аверсі графічний портрет Михайла Грушевського (1866—1934) — українського історика, громадського та політичного діяча, Голову Центральної Ради УНР (1917—1918); а реверс — зображення будівлі Верховної Ради України (друга серія), побудованої 1939 року, або Центральної Ради УНР (сьогодні — Київський міський будинок учителя (перша, третя та четверта серія)), побудованої 1901 року.
Банкноти мали написи «Національний банк України» та «Україна» (крім третього покоління). Крім підпису Голів НБУ, банкноти першого покоління мали десятизначні номери, а всіх наступних поколіннь — дволітерні-семизначні номери. Вони друкуються на спеціальному білому папері, що має відтінок, який відповідає основному кольору банкноти.

### Елементи захисту
На сьогодні НБУ випускає банкноти, що мають сучасний дизайн та надійний захист від підроблення. Наявні елементи захисту на 50-гривневих банкнотах дозволяють гарантовано виявляти підроблені грошові знаки як при уважному візуальному та тактильному контролі без застосування спеціальних детекторів, так і за допомогою спеціального обладнання, що дозволяє перевіряти справжність банкнот в ультрафіолетовому та інфрачервоному діапазонах спектру.
| Елементи захисту             | Перше покоління | Друге покоління | Третє покоління | Четверте покоління | Пам'ятні (2011) | Пам'ятні (2021) | Пам'ятні (2024) |
| ---------------------------- | --------------- | --------------- | --------------- | ------------------ | --------------- | --------------- | --------------- |
| Водяний знак                 | Так             | Так             | Так             | Так                | Так             | Так             | Так             |
| Захисна стрічка              | Ні              | Так             | Так             | Так                | Так             | Так             | Так             |
| Рельєфні елементи            | Так             | Так             | Так             | Так                | Так             | Так             | Так             |
| Суміщений малюнок            | Ні              | Так             | Так             | Так                | Так             | Так             | Так             |
| Райдужний друк               | Ні              | Ні              | Так             | Так                | Так             | Так             | Так             |
| Антисканерна сітка           | Так             | Так             | Так             | Так                | Так             | Так             | Так             |
| Кодоване латентне зображення | Ні              | Ні              | Так             | Так                | Так             | Так             | Ні              |
| Мікротекст                   | Так             | Так             | Так             | Так                | Так             | Так             | Так             |
| Знак для сліпих              | Ні              | Так             | Так             | Так                | Так             | Так             | Так             |
| Видимі захисні волокна       | Так             | Так             | Так             | Ні                 | Ні              | Ні              | Ні              |
| Невидимі захисні волокна     | Ні              | Так             | Так             | Так                | Так             | Так             | Так             |
| Флуоресцентний номер         | Так             | Так             | Так             | Так                | Так             | Так             | Так             |
| Магнітний номер              | Так             | Так             | Так             | Так                | Так             | Так             | Так             |
| Прихований номінал           | Так             | Так             | Так             | Так                | Так             | Так             | Так             |
| Флуоресцентний друк          | Так             | Так             | Так             | Так                | Так             | Так             | Так             |
| Високий друк                 | Так             | Так             | Так             | Так                | Так             | Так             | Так             |
| Орловський друк              | Так             | Так             | Так             | Так                | Так             | Так             | Так             |
| Оптично-змінний елемент      | Ні              | Ні              | Так             | Так                | Так             | Так             | Ні              |
| «Віконна» захисна стрічка    | Ні              | Так             | Ні              | Ні                 | Так             | Ні              | Ні              |
| Елемент SPARK                | Так             | Ні              | Ні              | Ні                 | Так             | Ні              | Так             |

| - Невидимі захисні зображення (2004, аверс) - Невидимі захисні зображення (2019, аверс) - Невидимі захисні зображення (2019, реверс) - Водяний знак (2019) - Захисна стрічка (2019) |

### Перелік стандартних випусків

#### Банкноти першого покоління
Зразки банкнот цієї серії були надруковані канадською фірмою «Canadian Bank Note Company» 1992 року, проте до обігу вони не потрапили. Вони мали водяний знак у формі тризубів, зображених світлими лініями, розташованими по всій площі купюр, й ще такий елемент захисту, як — латентне зображення на аверсі (ліворуч від портрету Грушевського). Авторами ескізу банкноти є художники Василь Лопата та Борис Максимов.
|  |  | Вадим Гетьман | 135 × 70 | Червоний | Михайло Грушевський | Будинок Української Центральної Ради | 1992 | В обігу не були |

#### Банкноти другого покоління
Банкноти цієї серії друкувалися британською фірмою «De La Rue», без вказівки дати. Одними із нововведень серії стало: латентне зобрження з цифрою «50»; у товщі паперу розміщено захисну полімерну стрічку шириною 1 мм, із повторювним написом «Україна»; водяний знак у вигляді портрету Грушевського, розташований у білому полі ліворуч купюри; знак для сліпих; суміщений малюнок.   
Банкноти ввели в обіг 1996 року. З 2010 року вони почали вилучатися з обігу, а 2020-го — перестали бути законним платіжним засобом.
| Перелік випусків 50-гривневих банкнот другого покоління | Перелік випусків 50-гривневих банкнот другого покоління | Перелік випусків 50-гривневих банкнот другого покоління | Перелік випусків 50-гривневих банкнот другого покоління | Перелік випусків 50-гривневих банкнот другого покоління | Перелік випусків 50-гривневих банкнот другого покоління | Перелік випусків 50-гривневих банкнот другого покоління | Перелік випусків 50-гривневих банкнот другого покоління | Перелік випусків 50-гривневих банкнот другого покоління | Перелік випусків 50-гривневих банкнот другого покоління | Перелік випусків 50-гривневих банкнот другого покоління |
| Зображення                                              | Зображення                                              | Підпис                                                  | Розміри (мм)                                            | Основний колір                                          | Опис                                                    | Опис                                                    | Дата                                                    | Дата                                                    | Дата                                                    | Дата                                                    |
| Аверс                                                   | Реверс                                                  | Підпис                                                  | Розміри (мм)                                            | Основний колір                                          | Аверс                                                   | Реверс                                                  | першого друку                                           | випуску                                                 | початку вилучення                                       | неплатіжності                                           |
| ------------------------------------------------------- | ------------------------------------------------------- | ------------------------------------------------------- | ------------------------------------------------------- | ------------------------------------------------------- | ------------------------------------------------------- | ------------------------------------------------------- | ------------------------------------------------------- | ------------------------------------------------------- | ------------------------------------------------------- | ------------------------------------------------------- |
|                                                         |                                                         | Вадим Гетьман                                           | 133 × 66                                                | Помаранчево-фіолетовий                                  | Михайло Грушевський                                     | Будівля Верховної Ради України                          |                                                         | 2 вересня 1996                                          | 1 січня 2010                                            | 1 жовтня 2020                                           |
|                                                         |                                                         | Віктор Ющенко                                           | 133 × 66                                                | Помаранчево-фіолетовий                                  | Михайло Грушевський                                     | Будівля Верховної Ради України                          |                                                         | 2 вересня 1996                                          | 1 січня 2010                                            | 1 жовтня 2020                                           |

#### Банкноти третього покоління
Банкноти цієї серії друкувалися Банкнотно-монетним двором НБУ (надалі всі українські банкноти друкувалися лише на цьому підприємстві) у 2004, 2005, 2011, 2013 і 2014 роках. Одними із нововведень серії стало: на аверсі, біля портрету Грушевського, з'явилося зображення його книги «Історія України-Руси» та козак на коні, а на реверсі — знову з'явилося зображення Центральної Ради УНР, оточене з обох боків фігурами селянки зі снопом та робітника, що використовував Георгій Нарбут на стогривневій банкноті 1918 року; логотип Нацбанку; водяний знак представлений, крім портрету Грушевського, цифрою номіналу; вживлена в папір захисна стрічка з написом «50 ГРН» та тризубом (була використана і у наступній серії); оптично-змінний елемент у вигляді цифри номіналу на аверсі; кодоване латентне зображення.
Банкноти ввели в обіг 2004 року. Із 1 листопада 2024 року НБУ розпочав поступове вилучення з готівкового обігу банкнот третього покоління.
| Перелік випусків 50-гривневих банкнот третього покоління | Перелік випусків 50-гривневих банкнот третього покоління | Перелік випусків 50-гривневих банкнот третього покоління | Перелік випусків 50-гривневих банкнот третього покоління | Перелік випусків 50-гривневих банкнот третього покоління | Перелік випусків 50-гривневих банкнот третього покоління | Перелік випусків 50-гривневих банкнот третього покоління | Перелік випусків 50-гривневих банкнот третього покоління | Перелік випусків 50-гривневих банкнот третього покоління | Перелік випусків 50-гривневих банкнот третього покоління | Перелік випусків 50-гривневих банкнот третього покоління |
| Зображення                                               | Зображення                                               | Підпис                                                   | Розміри (мм)                                             | Основний колір                                           | Опис                                                     | Опис                                                     | Дата                                                     | Дата                                                     | Дата                                                     | Дата                                                     |
| Аверс                                                    | Реверс                                                   | Підпис                                                   | Розміри (мм)                                             | Основний колір                                           | Аверс                                                    | Реверс                                                   | першого друку                                            | випуску                                                  | початку вилучення                                        |                                                          |
| -------------------------------------------------------- | -------------------------------------------------------- | -------------------------------------------------------- | -------------------------------------------------------- | -------------------------------------------------------- | -------------------------------------------------------- | -------------------------------------------------------- | -------------------------------------------------------- | -------------------------------------------------------- | -------------------------------------------------------- | -------------------------------------------------------- |
|                                                          |                                                          | Сергій Тігіпко                                           | 136 × 72                                                 | Фіолетовий                                               | Михайло Грушевський                                      | Будинок Української Центральної Ради                     | 2004                                                     | 29 березня 2004                                          | 1 листопада 2024                                         |                                                          |
|                                                          |                                                          | Володимир Стельмах                                       | 136 × 72                                                 | Фіолетовий                                               | Михайло Грушевський                                      | Будинок Української Центральної Ради                     | 2005                                                     | 1 грудня 2005                                            | 1 листопада 2024                                         |                                                          |
|                                                          |                                                          | Сергій Арбузов                                           | 136 × 72                                                 | Фіолетовий                                               | Михайло Грушевський                                      | Будинок Української Центральної Ради                     | 2011                                                     | 1 червня 2011                                            | 1 листопада 2024                                         |                                                          |
|                                                          |                                                          | Ігор Соркін                                              | 136 × 72                                                 | Фіолетовий                                               | Михайло Грушевський                                      | Будинок Української Центральної Ради                     | 2013                                                     | 1 вересня 2013                                           | 1 листопада 2024                                         |                                                          |
|                                                          |                                                          | Степан Кубів                                             | 136 × 72                                                 | Фіолетовий                                               | Михайло Грушевський                                      | Будинок Української Центральної Ради                     | 2014                                                     | 1 серпня 2014                                            | 1 листопада 2024                                         |                                                          |
|                                                          |                                                          | Валерія Гонтарева                                        | 136 × 72                                                 | Фіолетовий                                               | Михайло Грушевський                                      | Будинок Української Центральної Ради                     | 2014                                                     | 1 липня 2015                                             | 1 листопада 2024                                         |                                                          |

#### Банкноти четвертого покоління
Банкноти цієї серії друкувалися у 2019 і 2021 роках. Водяні знаки були такими як і в попередній серії. Оптично-змінний елемент у вигляді двох стрічок був розташований праворуч від портрету. Кодоване латентне зображенням з номіналом було розташоване у правому боці аверсу, але у іншому вигляді.
2024 року НБУ розпочав випуск модифікованих банкнот гривні четвертого покоління, доповнивши їх дизайн гаслом «СЛАВА УКРАЇНІ! ГЕРОЯМ СЛАВА!». Поступово модифіковані банкноти гривні замінюватимуть в обігу банкноти зразків 2014—2019 років, які мають ознаки зношення.
| Перелік випусків 50-гривневих банкнот четвертого покоління                 | Перелік випусків 50-гривневих банкнот четвертого покоління | Перелік випусків 50-гривневих банкнот четвертого покоління | Перелік випусків 50-гривневих банкнот четвертого покоління | Перелік випусків 50-гривневих банкнот четвертого покоління | Перелік випусків 50-гривневих банкнот четвертого покоління | Перелік випусків 50-гривневих банкнот четвертого покоління                 | Перелік випусків 50-гривневих банкнот четвертого покоління | Перелік випусків 50-гривневих банкнот четвертого покоління | Перелік випусків 50-гривневих банкнот четвертого покоління | Перелік випусків 50-гривневих банкнот четвертого покоління |
| Зображення                                                                 | Зображення                                                 | Підпис                                                     | Розміри (мм)                                               | Основний колір                                             | Опис                                                       | Опис                                                                       | Дата                                                       | Дата                                                       | Дата                                                       | Дата                                                       |
| Аверс                                                                      | Реверс                                                     | Підпис                                                     | Розміри (мм)                                               | Основний колір                                             | Аверс                                                      | Реверс                                                                     | першого друку                                              | випуску                                                    | статус                                                     |                                                            |
| -------------------------------------------------------------------------- | ---------------------------------------------------------- | ---------------------------------------------------------- | ---------------------------------------------------------- | ---------------------------------------------------------- | ---------------------------------------------------------- | -------------------------------------------------------------------------- | ---------------------------------------------------------- | ---------------------------------------------------------- | ---------------------------------------------------------- | ---------------------------------------------------------- |
|                                                                            |                                                            | Яків Смолій                                                | 136 × 72                                                   | Фіолетовий                                                 | Михайло Грушевський                                        | Будинок Української Центральної Ради                                       | 2019                                                       | 20 грудня 2019                                             | В обігу                                                    |                                                            |
|                                                                            |                                                            | Кирило Шевченко                                            | 136 × 72                                                   | Фіолетовий                                                 | Михайло Грушевський                                        | Будинок Української Центральної Ради                                       | 2021                                                       | 21 грудня 2021                                             | В обігу                                                    |                                                            |
| Перелік випусків 50-гривневих банкнот четвертого покоління (модифікованих) |                                                            |                                                            |                                                            |                                                            |                                                            |                                                                            |                                                            |                                                            |                                                            |                                                            |
|                                                                            |                                                            | Андрій Пишний                                              | 136 × 72                                                   | Фіолетовий                                                 | Михайло Грушевський                                        | Будинок Української Центральної Ради, гасло «СЛАВА УКРАЇНІ! ГЕРОЯМ СЛАВА!» | 2024                                                       | 23 серпня 2024                                             | В обігу                                                    |                                                            |

### Перелік пам'ятних випусків
Пам'ятні банкноти є законними платіжними засобами нарівні із зразками звичайних випусків.

#### Пам'ятна банкнота 2011 року
5 жовтня 2011 року введена в обіг пам'ятна 50-гривнева банкнота четвертого покоління, присвячена 20-річчю НБУ. Вона відрізнялася від банкнот звичайного випуску SPARK-елементом у вигляді напису «НБУ 20 років», який при розгляданні банкноти під різними кутами напис змінює колір з золотистого на зелений. Тираж банкноти склав 1000 штук.
|  |  | Сергій Арбузов | 136 × 72 | Фіолетовий | Михайло Грушевський | Будинок Української Центральної Ради | 2011 | 5 жовтня 2011 | В обігу |

#### Пам'ятна банкнота 2021 року
22 грудня 2021 року введена в обіг пам'ятна 50-гривнева банкнота четвертого покоління, присячена «30-річчю Незалежності України». Від банкнот звичайного випуску вона відрізнялася нанесенням на реверсі трафаретним друком спеціальною оптично-змінною фарбою офіційної символіки (айдентики) напису: «30 років Незалежності України». Вийшло 30 тисяч штук банкноти, вона має серії ЯА з номерами 0000001-0030000.
|  |  | Кирило Шевченко | 136 × 72 | Фіолетовий | Михайло Грушевський; святкова айдентика «30 років Незалежності України» | Будинок Української Центральної Ради | 2021 | 22 грудня 2021 | В обігу |

#### Пам'ятна банкнота 2024 року
23 лютого 2024 року введена в обіг пам'ятна 50-гривнева банкнота з оригінальним дизайном, присвячена боротьбі України проти російських загарбників та увічненню сили духу українського народу, його стійкості, незламності та героїзму. Вийшло 300 тисяч штук банкноти, вона має серії 0000001-0300000.
Аверс містить: гасло «ЄДНІСТЬ РЯТУЄ СВІТ»; композиція, яка відображає стилізований абрис України, що асоціюється із серцем, до якого підходять судини, на фоні дівчини у військовому шоломі, яка дивиться в бік Заходу  карту Європи; силует жінки; та SPARK-елемент у вигляді карти України; знак для сліпих.
Реверс містить: гасло «ЄДНІСТЬ — СИЛА!»; композиція зі стиснутих рук, що символізує співпрацю, взаємодопомогу, довіру та партнерство на тлі стилізованого тризуба — символу української держави.
|  |  | Андрій Пишний | 80 × 165 | Багатоколірна | Карта Європи. Тризуб. Силует жінки у шоломі | Стиснуті руки. Тризуб. | 2024 | 23 лютого 2024 | В обігу |

## Кількість банкнот в обігу
Станом на 1 липня 2023 року в обігу в Україні перебувало 122,4 млн штук 50-гривневих банкнот, що складає 4,5 % від загальної кількості банкнот всіх номіналів.

## Пам'ятні та ювілейні монети
З 1997 року НБУ випускає пам'ятні та ювілейні 50-гривневі монети у сріблі та золоті у якості анциркулейтед, пруф, або (пруф-лайк). Першою такою монетою стала — «Оранта».

### Золоті монети
Золоті монети мають ідентичні параметри: маса кожного виробу є 15,55 г при діаметрі 25 мм. Виняток становить лише монета «Оранта», вага якої становить 3,11 г при діаметрі 16 мм. Тираж кожної серії становить 2000—5000 штук.
| Назва             | Тираж | Дата випуску   | Аверс | Реверс |
| ----------------- | ----- | -------------- | ----- | ------ |
| Ластівчине гніздо | 4000  | 28 травня 2008 |       |        |
| Нестор-літописець | 5000  | 27 грудня 2006 |       |        |
| Оранта            | 2000  | 28 липня 1997  |       |        |
| Різдво Христове   | 3000  | 29 грудня 1999 |       |        |
| Український балет | 4000  | 30 квітня 2010 |       |        |
| Хрещення Русі     | 3000  | 16 жовтня 2000 |       |        |

### Срібні монети
Срібні монети теж мають ідентичні параметри: вага кожного з виробів становить 500 г при діаметрі 85 мм. Тираж кожної з серій становить 500—1500 штук.
| Назва                                                         | Тираж | Дата випуску    | Аверс | Реверс |
| ------------------------------------------------------------- | ----- | --------------- | ----- | ------ |
| На честь візиту в Україну Вселенського Патріарха Варфоломія І | 1000  | 20 жовтня 2008  |       |        |
| За твором М. В. Гоголя «Вечори на хуторі біля Диканьки»       | 1500  | 10 серпня 2009  |       |        |
| Острів Хортиця на Дніпрі — колиска українського козацтва      | 1500  | 20 грудня 2010  |       |        |
| 20 років незалежності України                                 | 1000  | 19 серпня 2011  |       |        |
| 1000-річчя заснування Софійського собору                      | 1000  | 16 вересня 2011 |       |        |
| 200 років Нікітському ботанічному саду                        | 1000  | 26 червня 2012  |       |        |
| Битва за Дніпро                                               | 1000  | 30 жовтня 2013  |       |        |
| 200-річчя від дня народження Т. Г. Шевченка                   | 1000  | 7 березня 2014  |       |        |
| Надання Томосу про автокефалію Православної церкви України    | 1000  | 22 липня 2019   |       |        |
| До 30-річчя незалежності України                              | 500   | 17 серпня 2021  |       |        |